# Fins voetbalelftal in 2003
Het Fins voetbalelftal speelde in totaal veertien interlands in het jaar 2003, waaronder vijf wedstrijden in de kwalificatiereeks voor de EK-eindronde 2004 in Portugal, alle onder leiding van bondscoach Antti Muurinen. Finland eindigde als vierde en voorlaatste in groep 9 en plaatste zich daardoor niet voor de eindronde. Op de FIFA-wereldranglijst steeg Finland in 2003 van de 43ste (januari 2003) naar de 40ste plaats (december 2003).

## Balans
| Wedstrijden | Wedstrijden | Wedstrijden | Wedstrijden | Doelpunten | Doelpunten | Doelpunten | Punten |
| Gespeeld    | Winst       | Gelijk      | Verlies     | Voor       | Tegen      | Saldo      | Punten |
| ----------- | ----------- | ----------- | ----------- | ---------- | ---------- | ---------- | ------ |
| 14          | 7           | 3           | 4           | 19         | 15         | +4         | 1.214  |

## Interlands
|                                                                 |          |       |         |                                                                                    |
| 26 januari Vriendschappelijk № 623 «onderlinge duels» 20:00 uur | Barbados | 0 – 0 | Finland | Waterford Stadium, Bridgetown Toeschouwers: 5.000 Scheidsrechter: Noel Bynoe (T&T) |
| 26 januari Vriendschappelijk № 623 «onderlinge duels» 20:00 uur |          |       |         | Waterford Stadium, Bridgetown Toeschouwers: 5.000 Scheidsrechter: Noel Bynoe (T&T) |

|                                                                 |                    |       |                                 |                                                                                             |
| 29 januari Vriendschappelijk № 624 «onderlinge duels» 20:00 uur | Trinidad en T.     | 1 – 2 | Finland                         | Hasely Crawford Stadion, Port of Spain Toeschouwers: 4.000 Scheidsrechter: Mark Forde (BRB) |
| 29 januari Vriendschappelijk № 624 «onderlinge duels» 20:00 uur | Jason Scotland 30' |       | 80' Mika Kottila 83' Jari Niemi | Hasely Crawford Stadion, Port of Spain Toeschouwers: 4.000 Scheidsrechter: Mark Forde (BRB) |

|                                                               |               |                 |         |                                                                                 |
| 12 maart Vriendschappelijk № 625 «onderlinge duels» 20:00 uur | Noord-Ierland | 0 – 1           | Finland | Windsor Park, Belfast Toeschouwers: 6.137 Scheidsrechter: Dougie McDonald (SCO) |
| 12 maart Vriendschappelijk № 625 «onderlinge duels» 20:00 uur |               | 49' Sami Hyypiä |         | Windsor Park, Belfast Toeschouwers: 6.137 Scheidsrechter: Dougie McDonald (SCO) |

|                                                             |                                        |       |         |                                                                                          |
| 29 maart EK-kwalificatie № 626 «onderlinge duels» 20:00 uur | Italië                                 | 2 – 0 | Finland | Stadio Renzo Barbera, Palermo Toeschouwers: 34.074 Scheidsrechter: Valentin Ivanov (RUS) |
| 29 maart EK-kwalificatie № 626 «onderlinge duels» 20:00 uur | Christian Vieri 6' Christian Vieri 23' |       |         | Stadio Renzo Barbera, Palermo Toeschouwers: 34.074 Scheidsrechter: Valentin Ivanov (RUS) |

|                                                               |                                                                    |       |         |                                                                                |
| 30 april Vriendschappelijk № 627 «onderlinge duels» 16:00 uur | Finland                                                            | 3 – 0 | IJsland | ISS Stadion, Vantaa Toeschouwers: 4.005 Scheidsrechter: Peter Fröjdfeldt (SWE) |
| 30 april Vriendschappelijk № 627 «onderlinge duels» 16:00 uur | Jari Litmanen 55' (pen.) Mikael Forssell 57' Jonatan Johansson 79' |       |         | ISS Stadion, Vantaa Toeschouwers: 4.005 Scheidsrechter: Peter Fröjdfeldt (SWE) |

|                                                             |                                           |       |         |                                                                               |
| 22 mei Vriendschappelijk № 628 «onderlinge duels» 19:00 uur | Noorwegen                                 | 2 – 0 | Finland | Ullevaal Stadion, Oslo Toeschouwers: 13.436 Scheidsrechter: Kenny Clark (SCO) |
| 22 mei Vriendschappelijk № 628 «onderlinge duels» 19:00 uur | Øyvind Leonhardsen 22' Tore André Flo 80' |       |         | Ullevaal Stadion, Oslo Toeschouwers: 13.436 Scheidsrechter: Kenny Clark (SCO) |

|                                                           |                                                       |       |                      |                                                                                    |
| 7 juni EK-kwalificatie № 629 «onderlinge duels» 19:00 uur | Finland                                               | 3 – 0 | Servië en Montenegro | Olympiastadion, Helsinki Toeschouwers: 17.343 Scheidsrechter: Claude Colombo (FRA) |
| 7 juni EK-kwalificatie № 629 «onderlinge duels» 19:00 uur | Sami Hyypiä 19' Joonas Kolkka 45' Mikael Forssell 56' |       |                      | Olympiastadion, Helsinki Toeschouwers: 17.343 Scheidsrechter: Claude Colombo (FRA) |

|                                                            |         |                                              |        |                                                                                  |
| 11 juni EK-kwalificatie № 630 «onderlinge duels» 19:00 uur | Finland | 0 – 2                                        | Italië | Olympiastadion, Helsinki Toeschouwers: 36.850 Scheidsrechter: Željko Širić (CRO) |
| 11 juni EK-kwalificatie № 630 «onderlinge duels» 19:00 uur |         | 31' Francesco Totti 73' Alessandro del Piero |        | Olympiastadion, Helsinki Toeschouwers: 36.850 Scheidsrechter: Željko Širić (CRO) |

|                                                                  |                     |       |                    |                                                                               |
| 20 augustus Vriendschappelijk № 631 «onderlinge duels» 19:15 uur | Denemarken          | 1 – 1 | Finland            | Parken, Kopenhagen Toeschouwers: 14.882 Scheidsrechter: Michael McCurry (SCO) |
| 20 augustus Vriendschappelijk № 631 «onderlinge duels» 19:15 uur | Jesper Grønkjær 42' |       | 88' Aki Riihilahti | Parken, Kopenhagen Toeschouwers: 14.882 Scheidsrechter: Michael McCurry (SCO) |

|                                                                |                      |       |                                   |                                                                                           |
| 6 september EK-kwalificatie № 632 «onderlinge duels» 16:00 uur | Azerbeidzjan         | 1 – 2 | Finland                           | Tofikh Bakhramov Stadion, Bakoe Toeschouwers: 7.500 Scheidsrechter: Vladimír Hriňák (SVK) |
| 6 september EK-kwalificatie № 632 «onderlinge duels» 16:00 uur | Farrukh Ismaylov 88' |       | 52' Teemu Tainio 74' Mika Nurmela | Tofikh Bakhramov Stadion, Bakoe Toeschouwers: 7.500 Scheidsrechter: Vladimír Hriňák (SVK) |

|                                                                 |                 |       |                     |                                                                                             |
| 10 september EK-kwalificatie № 633 «onderlinge duels» 19:45 uur | Wales           | 1 – 1 | Finland             | Millennium Stadium, Cardiff Toeschouwers: 73.411 Scheidsrechter: Arturo Daudén Ibáñez (ESP) |
| 10 september EK-kwalificatie № 633 «onderlinge duels» 19:45 uur | Simon Davies 3' |       | 79' Mikael Forssell | Millennium Stadium, Cardiff Toeschouwers: 73.411 Scheidsrechter: Arturo Daudén Ibáñez (ESP) |

|                                                                 |                                                        |       |                                            |                                                                                    |
| 11 oktober Vriendschappelijk № 634 «onderlinge duels» 15:00 uur | Finland                                                | 3 – 2 | Canada                                     | Ratina Stadion, Tampere Toeschouwers: 5.530 Scheidsrechter: Charles Richmond (SCO) |
| 11 oktober Vriendschappelijk № 634 «onderlinge duels» 15:00 uur | Mikael Forssell 14' Joonas Kolkka 16' Teemu Tainio 32' |       | 75' Tomasz Radzinski 85' Dwayne De Rosario | Ratina Stadion, Tampere Toeschouwers: 5.530 Scheidsrechter: Charles Richmond (SCO) |

|                                                                  |                   |       |                                    |                                                                                  |
| 16 november Vriendschappelijk № 635 «onderlinge duels» 20:00 uur | Honduras          | 1 – 2 | Finland                            | Robertson Stadium, Houston Toeschouwers: 26.000 Scheidsrechter: Brian Hall (USA) |
| 16 november Vriendschappelijk № 635 «onderlinge duels» 20:00 uur | Edgar Álvarez 87' |       | 75' Teemu Tainio 85' Rami Hakanpää | Robertson Stadium, Houston Toeschouwers: 26.000 Scheidsrechter: Brian Hall (USA) |

|                                                                  |                                   |       |                         |                                                                                                  |
| 19 november Vriendschappelijk № 636 «onderlinge duels» 20:00 uur | Costa Rica                        | 2 – 1 | Finland                 | Estadio Alejandro Morera Soto, Alajuela Toeschouwers: 20.000 Scheidsrechter: Carlos Batres (GUA) |
| 19 november Vriendschappelijk № 636 «onderlinge duels» 20:00 uur | Luis Marín 15' Álvaro Saborío 72' |       | 62' (pen.) Mika Nurmela | Estadio Alejandro Morera Soto, Alajuela Toeschouwers: 20.000 Scheidsrechter: Carlos Batres (GUA) |

## FIFA-wereldranglijst
| JAN | FEB | MAR | APR | MEI | JUN | JUL | AUG | SEP | OKT | NOV | DEC |
| --- | --- | --- | --- | --- | --- | --- | --- | --- | --- | --- | --- |
| 43  | 43  | 42  | 47  | 45  | 45  | 45  | 43  | 38  | 41  | 42  | 40  |

## Statistieken
| Jussi Jääskeläinen | 1975-04-19 | Bolton Wanderers     | 6  | 0 | 0 | 16 | 0  |
| Antti Niemi        | 1972-05-31 | Southampton          | 3  | 0 | 0 | 58 | 0  |
| Mikko Kavén        | 1975-02-19 | Tampere United       | 2  | 0 | 0 | 5  | 0  |
| Peter Enckelman    | 1977-03-10 | Blackburn Rovers     | 1  | 1 | 0 | 5  | 0  |
| Teuvo Moilanen     | 1973-12-12 | Heart of Midlothian  | 1  | 0 | 0 | 4  | 0  |
| Jani Viander       | 1975-08-18 | MS Ashdod            | 1  | 0 | 0 | 13 | 0  |
| Verdediging        |            |                      |    |   |   |    |    |
| Mika Nurmela       | 1971-12-26 | 1. FC Kaiserslautern | 11 | 0 | 2 | 46 | 3  |
| Sami Hyypiä        | 1973-10-07 | Liverpool            | 9  | 0 | 2 | 58 | 4  |
| Janne Saarinen     | 1977-02-28 | TSV 1860 München     | 9  | 0 | 0 | 28 | 0  |
| Hannu Tihinen      | 1976-07-01 | RSC Anderlecht       | 6  | 0 | 0 | 36 | 3  |
| Toni Kuivasto      | 1975-12-31 | Djurgårdens IF       | 7  | 2 | 0 | 41 | 0  |
| Petri Pasanen      | 1980-09-24 | Portsmouth           | 6  | 0 | 0 | 17 | 0  |
| Markus Heikkinen   | 1978-10-13 | Aberdeen             | 4  | 3 | 0 | 11 | 0  |
| Janne Hietanen     | 1978-06-02 | UD Las Palmas        | 3  | 2 | 0 | 11 | 0  |
| Ville Nylund       | 1972-08-14 | HJK Helsinki         | 3  | 1 | 0 | 19 | 0  |
| Juuso Kangaskorpi  | 1975-09-04 | FC Haka              | 2  | 1 | 0 | 3  | 0  |
| Juha Reini         | 1975-03-19 | AZ Alkmaar           | 2  | 1 | 0 | 22 | 0  |
| Juha Pasoja        | 1976-11-16 | FC Haka              | 2  | 0 | 0 | 2  | 0  |
| Miika Koppinen     | 1978-07-05 | Tromsø IL            | 1  | 3 | 0 | 13 | 0  |
| Tero Penttilä      | 1975-03-09 | HJK Helsinki         | 1  | 1 | 0 | 5  | 0  |
| Marko Tuomela      | 1972-03-03 | Liaoning Beijing     | 1  | 0 | 0 | 24 | 1  |
| Jussi Nuorela      | 1974-08-11 | Elazığspor           | 0  | 2 | 0 | 10 | 1  |
| Middenveld         |            |                      |    |   |   |    |    |
| Jari Litmanen      | 1971-02-20 | Ajax Amsterdam       | 3  | 0 | 1 | 84 | 22 |
| Joonas Kolkka      | 1974-09-28 | Borussia M'gladbach  | 8  | 1 | 2 | 53 | 10 |
| Simo Valakari      | 1973-04-28 | Derby County         | 8  | 1 | 0 | 32 | 0  |
| Mika Väyrynen      | 1981-12-28 | SC Heerenveen        | 7  | 0 | 0 | 8  | 0  |
| Peter Kopteff      | 1979-04-10 | Viking Stavanger     | 6  | 8 | 0 | 20 | 0  |
| Teemu Tainio       | 1979-11-27 | AJ Auxerre           | 6  | 0 | 3 | 23 | 3  |
| Aki Riihilahti     | 1976-09-09 | Crystal Palace       | 3  | 5 | 1 | 49 | 8  |
| Jari Ilola         | 1978-11-24 | IF Elfsborg          | 3  | 1 | 0 | 15 | 1  |
| Aleksej Jerjomenko | 1983-03-24 | HJK Helsinki         | 3  | 0 | 0 | 3  | 0  |
| Rami Hakanpää      | 1978-10-09 | HJK Helsinki         | 2  | 2 | 1 | 4  | 1  |
| Antti Okkonen      | 1982-06-06 | MyPa-47              | 2  | 1 | 0 | 3  | 0  |
| Fredrik Nordback   | 1979-03-20 | Örebro SK            | 1  | 2 | 0 | 3  | 0  |
| Miikka Multaharju  | 1977-10-09 | Denizlispor          | 1  | 1 | 0 | 2  | 0  |
| Pekka Lagerblom    | 1982-10-19 | Werder Bremen        | 0  | 2 | 0 | 2  | 0  |
| Daniel Sjölund     | 1983-04-22 | Djurgårdens IF       | 0  | 2 | 0 | 2  | 0  |
| Aanval             |            |                      |    |   |   |    |    |
| Mikael Forssell    | 1981-03-15 | Birmingham City      | 9  | 0 | 4 | 28 | 11 |
| Jonatan Johansson  | 1975-08-16 | Charlton Athletic    | 3  | 4 | 1 | 53 | 10 |
| Mika Kottila       | 1974-09-22 | HJK Helsinki         | 1  | 4 | 1 | 30 | 7  |
| Shefki Kuqi        | 1976-11-10 | Ipswich Town         | 1  | 5 | 0 | 33 | 4  |
| Jari Niemi         | 1977-02-02 | RAEC Mons            | 2  | 2 | 1 | 19 | 3  |
| Antti Pohja        | 1977-01-11 | Hammarby IF          | 2  | 1 | 0 | 11 | 2  |
| Paulus Roiha       | 1980-08-03 | FC Zwolle            | 1  | 3 | 0 | 9  | 0  |
| Antti Sumiala      | 1974-02-20 | Akçaabat Sebatspor   | 1  | 0 | 0 | 36 | 9  |
| Ville Väisänen     | 1977-04-19 | Bryne FK             | 0  | 1 | 0 | 5  | 1  |